# 阿特纳人
阿特纳人是一个讲阿萨巴斯卡语的印第安族裔，18世纪时他们居住在阿拉斯加的库柏河流域，有500人。白人在18世纪时便开始与俄国人接触，但直到在阿拉斯加的一些地方发现了金子，阿特纳人才开始与外界发生持续的联系。1980年阿特纳人约有300人，继续住在库柏河流域，维持着他们的生活习俗和宗教活动。阿特纳人的文化与邻近的塔奈纳人相近。
18世纪时，阿特纳人还过着渔猎生活，也经常参与毛皮贸易。他们一般以陷阱、网、鱼梁、鱼叉来捕大马哈鱼，这种鱼是他们的重要食物来源。阿特纳人可分为3个地域集团，每个集团有自己的方言。每个村子有数个家庭，归酋长管辖。阿特纳人的房子为木质结构，一半处于地下，外表覆盖有云杉树皮。社会等级包括村落酋长、萨满、平民和佣仆。宗教活动主要集中在冬节前后。